# پرتره یک مبارز در جوانی
پرتره یک مبارز در جوانی (رومانیایی: Portretul luptătorului la tinerețe) یک فیلم درام رومانیایی به کارگردانی کنستانتین پوپسکو است که در سال ۲۰۱۰ منتشر شد.

## بازیگران
- رزوان واسیلسکو
- اینگرید بیسو
- الکساندرو پوتوچئان
- تئودور کوربان
- پائول ایپاته
- میمی برانسکو
- بوگدان دومیتراکه